# Metopius rufipes
Metopius rufipes är en stekelart som beskrevs av Cresson 1865. Metopius rufipes ingår i släktet Metopius och familjen brokparasitsteklar. Inga underarter finns listade i Catalogue of Life.